# Rosaline Elbay
Rosaline Elbay, (in arabo روزالين البيه‎?) (Il Cairo, 21 novembre 1990), è un'attrice egiziana naturalizzata britannica.

## Filmografia parziale

### Cinema
- Turab el-Mas, regia di Marwan Hamed (2018)
- Jagged Mind, regia di Kelley Kali (2023)

### Televisione
- Qabeel - serie TV, 30 episodi (2019)
- Ramy - serie TV, 3 episodi (2019-2020)
- Caleidoscopio (Kaleidoscope) - serie TV, 8 episodi (2023)